# Зличин
Зличин (чеш. Zličín) — местность в городе Праге. Расположена на западе города, в районе Прага 5. Граничит с районами Ржепы, Тржебонице, Стодулки, Собин и Западни мнесто. 
Известна по крупному автовокзалу (терминал у одноимённой станции метро) и крупным торговым комплексам (Avion, Globus и Metropole) на окраине района.